# Alepia azulita
Alepia azulita är en tvåvingeart som beskrevs av Quate och Brown 2004. Alepia azulita ingår i släktet Alepia och familjen fjärilsmyggor.
Artens utbredningsområde är Venezuela. Inga underarter finns listade i Catalogue of Life.